# Ian Ashbee
Ian Ashbee (* 6. September 1976 in Birmingham) ist ein ehemaliger englischer Fußballspieler, der zuletzt bei Preston North End in der Football League Championship gespielt hat.

## Spielerkarriere
Ian Ashbee begann seine Karriere 1994 bei Derby County. Da er dort jedoch nur ein einziges Mal in seinen ersten beiden Jahren zum Einsatz kam, verließ er den Verein und schloss sich dem Team von Cambridge United an. Dort spielte er sechs Jahre lang, ehe er den Club 2002 verließ, um beim Viertligisten Hull City einen Vertrag zu erhalten.
Bei Hull misslang ihm das Debüt vollkommen und er erhielt einen Platzverweis im ersten Spiel. Anschließend mauserte er sich zum Lieblingsspieler von Fans und Trainern. Das entscheidende Tor zum Aufstieg in die Football League One gegen Yeovil Town erzielte Ashbee.
Auch danach war er stets Stammspieler und Mannschaftskapitän.

## Erfolge
- 2003/2004 – Aufstieg in die Football League One mit Hull City
- 2004/2005 – Aufstieg in die Football League Championship mit Hull City
- 2007/2008 – Aufstieg in die Premier League mit Hull City